# Cerratón de Juarros
Cerratón de Juarros és un municipi de la província de Burgos a la comunitat autònoma de Castella i Lleó. Forma part de la comarca de Montes de Oca. Limita al nord amb Castil de Peones, a l'est amb Valle de Oca, al sud amb Villafranca Montes de Oca i a l'oest amb Arraya de Oca.

## Demografia
| 1991 |  | 1996 |  | 2001 |  | 2004 |
| ---- |  | ---- |  | ---- |  | ---- |
| 69   |  | 71   |  | 70   |  | 62   |